# Schoenobiblus daphnoides
Schoenobiblus daphnoides är en tibastväxtart som beskrevs av Carl Friedrich Philipp von Martius. Schoenobiblus daphnoides ingår i släktet Schoenobiblus och familjen tibastväxter. Inga underarter finns listade i Catalogue of Life.